# China Merchants

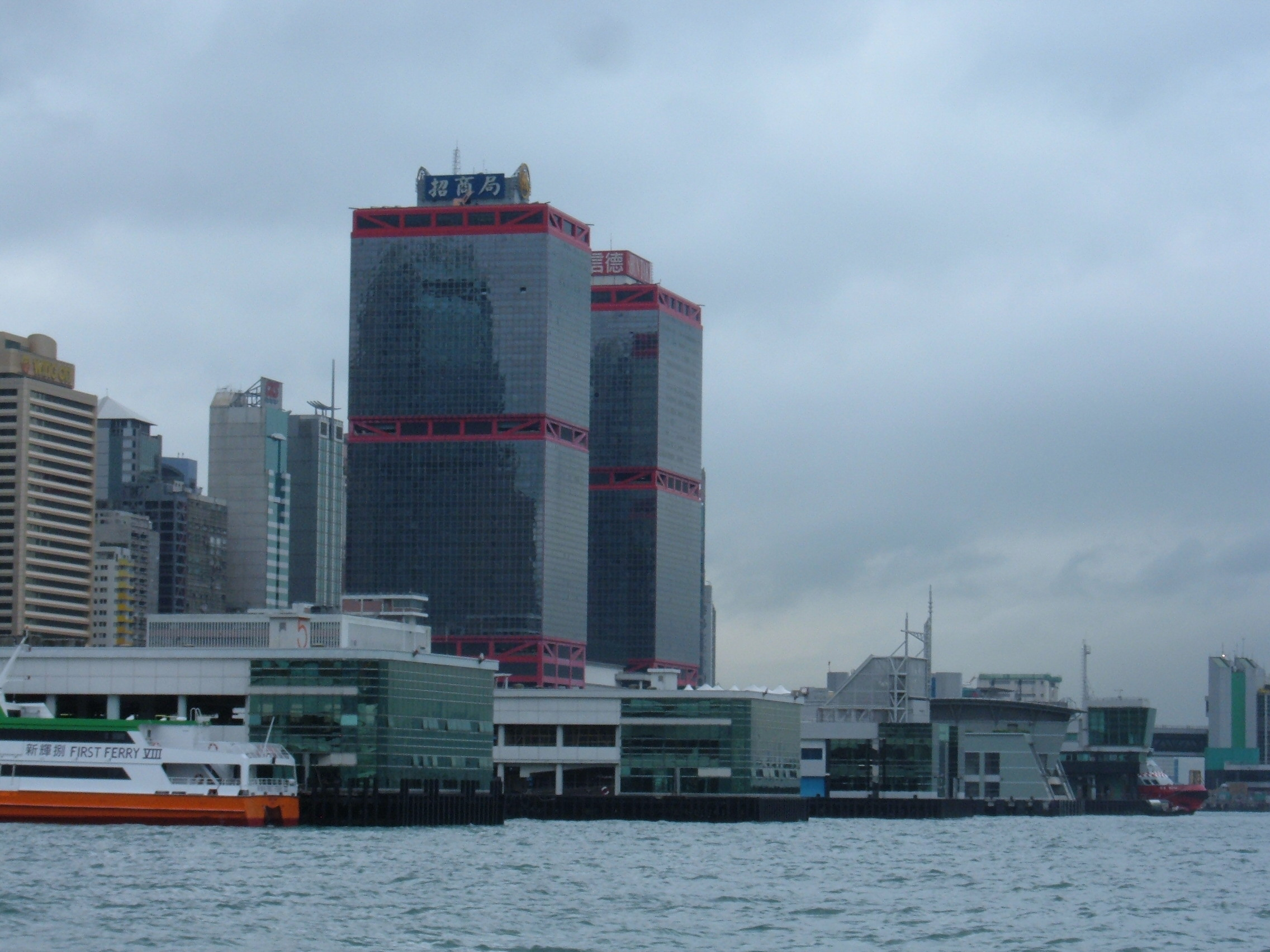
Штаб-квартира China Merchants Group в Гонконге

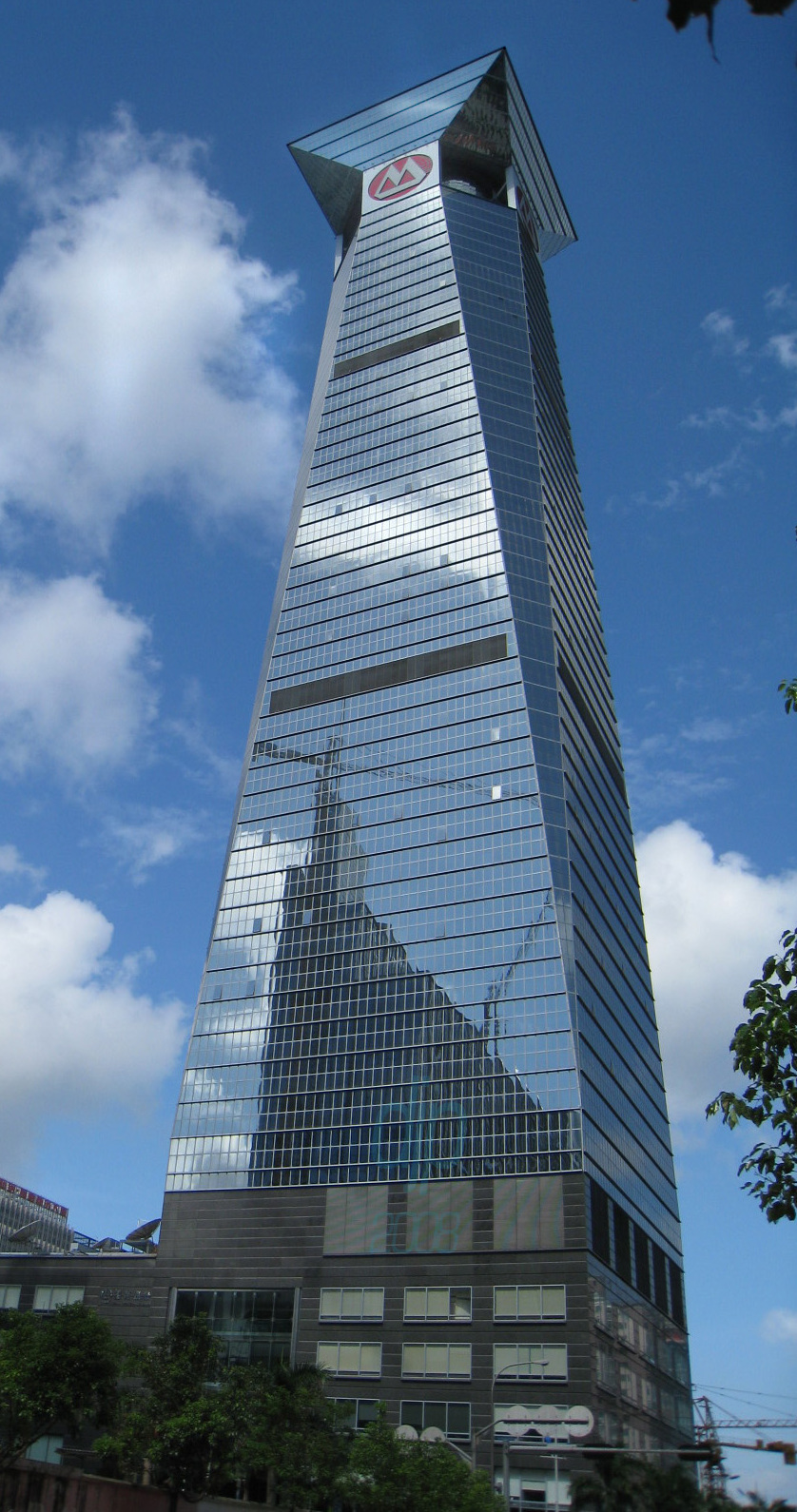
Штаб-квартира China Merchants Bank в Шэньчжэне

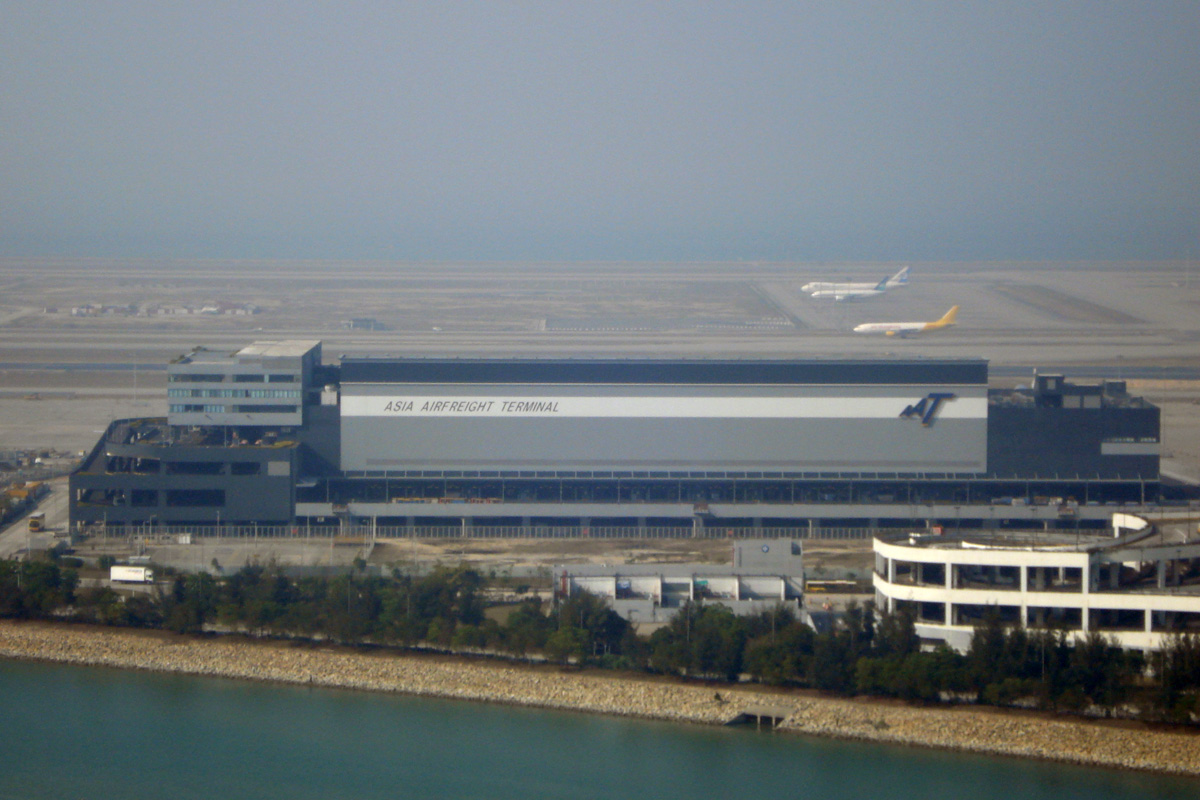
Asia Airfreight Terminal в Гонконге

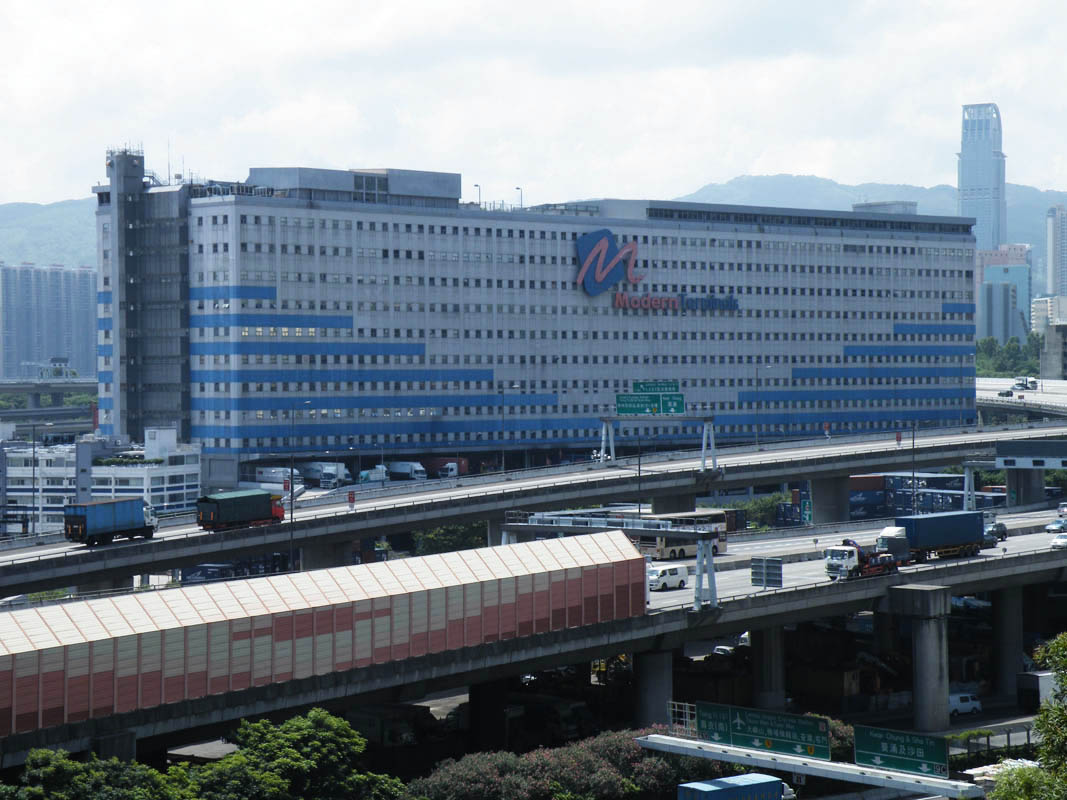
Штаб-квартира Modern Terminals в Гонконге

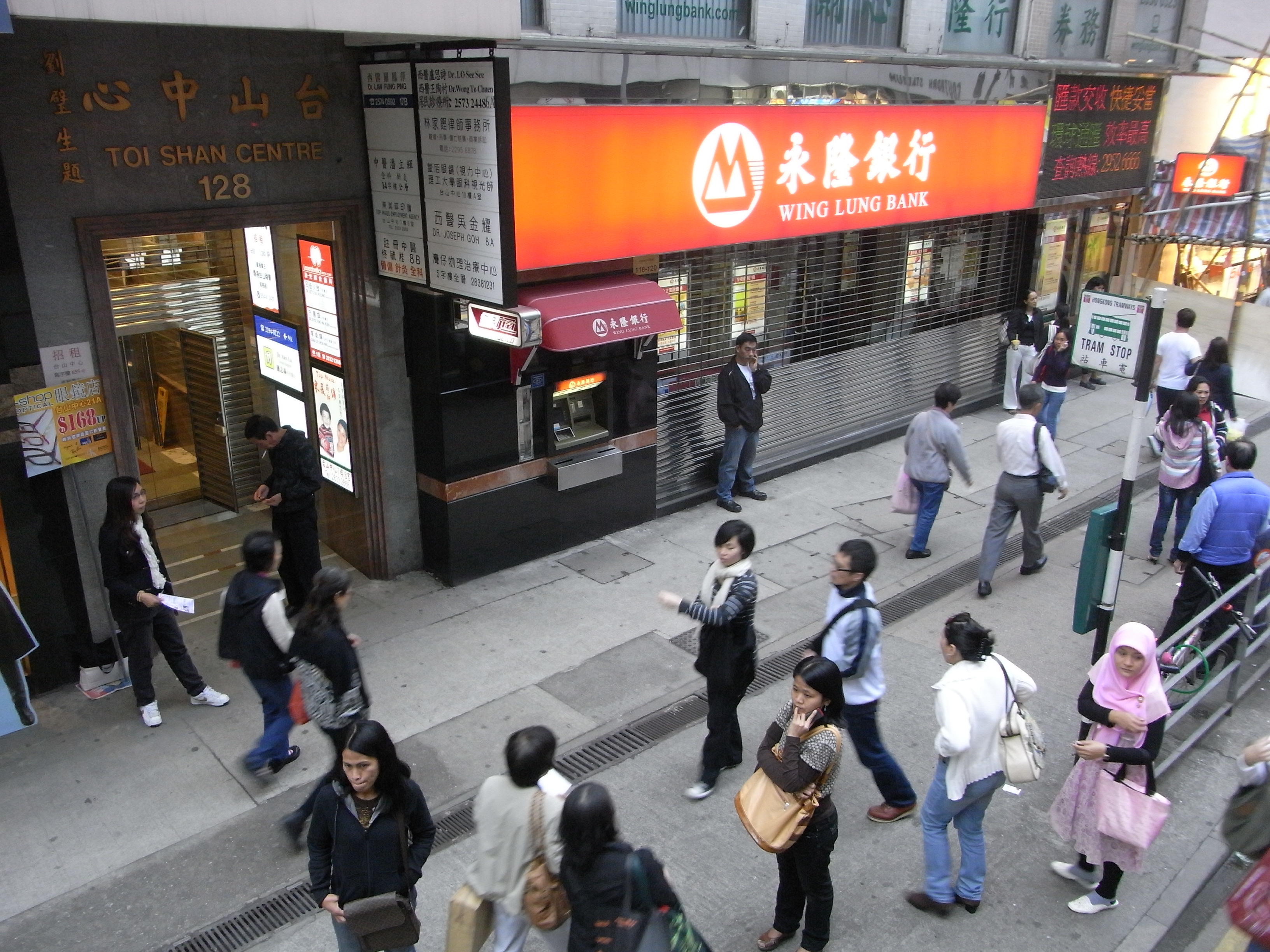
Отделение Wing Lung Bank в Гонконге

China Merchants Group (CMG) — крупнейший китайский государственный многопрофильный конгломерат, базируется в Гонконге (штаб-квартира расположена в округе Сентрал). Основные интересы China Merchants Group — портовое хозяйство, логистика, судоходство, недвижимость, финансовые услуги, производство контейнеров, транспортного оборудования и краски. Включает промышленные зоны Шэкоу (China Merchants Shekou Industrial Zone Holdings) и Чжанчжоу. В 2018 году группа была впервые включена в список крупнейших компаний мира Fortune Global 500, заняв в нём 280-е место.

## История
«Китайское торговое бюро» (China Merchants Bureau) было основано в 1872 году в Шанхае как альтернатива западным судоходным компаниям, доминировавшим в торговле между Китаем и другими странами. Оно стало первой судоходной компанией Китая, созданной без привлечения иностранного капитала. В 1873 году первое судно China Merchants начало курсировать по маршруту между Гонконгом и Шанхаем, к концу этого же года появился второй маршрут, связавший порты Китая с японскими портами Кобе и Нагасаки; позже он был продлён до Филиппин. В 1877 году China Merchants поглотила другую судоходную компанию, «Цичан» (Qichang), ранее принадлежавшую американцам, а также заключила соглашения о тарифах на морские перевозки с британскими компаниями Swire и Jardines. 
В 1902 году была создана дочерняя компания по речному судоходству China Merchants River Navigation Company. В целом в первой половине XX века компания China Merchants стала двигателем промышленного и финансового развития Китая, при её участии были созданы первый коммерческий банк Китая (Commercial Bank of China), первая страховая компания (Bureau of China Merchants Insurance), первая механизированная угольная шахта в городе Кайпин (Хэбэй), первая сталелитейная компания Han Yie Ping Corporation. Интересы самой компании включали самые разные отрасли, от судостроения и авиации до животноводства и издания газет. Однако основой деятельности оставалось судоходство, к концу 1940-х годов у компании было 490 судов (из них 95 океанических), общим водоизмещением 400 тысяч тонн.
После Гражданской войны почти весь флот China Merchants ушёл на Тайвань, а руководство компании решило остаться в Гонконге, куда со временем переместилась штаб-квартира China Merchants, и сотрудничать с коммунистическим режимом. Компания, перейдя под фактический контроль Пекина, стала основным посредником между КНР и остальным миром, в частности, она осуществляла перевозки между материковым Китаем и Гонконгом, а также инвестировала в развитие портовой инфраструктуры Гонконга. В 1960-х годах компания вновь начала заниматься океаническими перевозками, для чего были основаны дочерние компании Yifeng Shipping Enterprise Co. и Ocean Tramping; в следующем десятилетии, однако, правительство КНР передало океанический флот China Merchants компании COSCO.
В 1979 году China Merchants было поручено создание и развитие особой экономической зоны Шэкоу в Шэньчжэне (на сегодня Шэкоу — одна из крупнейших экспортных зон Китая). Компания в 1980-х годах создала десятки дочерних структур в различных отраслях экономики, включая банк China Merchants (1987 год), страховую компанию Ping An Insurance (1988 год), новую судоходную компанию Hong Kong Ming Wah Shipping Co., флот которой к концу 1990-х годов насчитывал 41 судно общим водоизмещением 3,8 млн т, крупнейшую лихтерную компанию Гонконга China Merchants Lighterage Transportation Company. В 1984 году было завершено строительство верфи в районе Кеннеди-Таун (Гонконг). 
В 1986 году был куплен Union Bank of Hong Kong (в 2000 году он был продан Industrial and Commercial Bank of China). В 1988 году было сформировано совместное предприятие по танкерным перевозкам с Tung Group, в 1997 году Tung Group была поглощена полностью, что сделало Ming Wah Shipping крупнейшим оператором танкерных перевозок в КНР. В 1992 году на основе части активов группы была создана компания China Merchants International Holdings (CMIH), которая в следующем году стала первой компанией из КНР, акции которой были размещены на Гонконгской фондовой бирже.
По состоянию на 1995 год группа China Merchants занимала 26-е место среди 500 крупнейших государственных компаний КНР, её активы оценивались в HK$50 млрд (US$6 млрд), она включала около 500 дочерних структур. В 1997 году эти структуры были распределены по 12 компаниям, крупнейшей из них стала CMIH.

## Структура
Деятельность группы делится на три основных подразделения: промышленность, финансовые услуги и инвестиции.
Промышленное подразделение включает такие направления, как портовое хозяйство, платные автострады, морские перевозки, логистику, недвижимость, развитие промышленных зон, судостроение и торговлю. Группа имеет интересы в пяти основных портовых регионах КНР: дельте Чжуцзян (Гонконг и Шэньчжэнь), дельте Янцзы (Шанхай и Нинбо), заливах Бохайвань (Циндао, Тяньцзинь, Далянь) и Сямэнь (Чжанчжоу), на юго-западном побережье (Чжаньцзян). В 2017 году грузооборот портов превысил 100 млн TEU, что является крупнейшим показателем в КНР и одним из крупнейших в мире. 
Группа является оператором более 8 тысяч км платных автострад на территории КНР. Флот China Merchants включает 50 океанских танкеров, ещё 30 заказаны. Поглощение компании Sinotrans＆CSC сделало группу лидером на рынке логистики в КНР, а по производству морских бурильных платформ группа занимает первое место в мире после покупки в 2013 году компании Jiangsu Nantong Haixin Shipping Heavy Industry.
Финансовое подразделение представлено шэньчжэньским банком China Merchants (в котором группа является крупнейшим акционером), шэньчжэньской компанией по работе с ценными бумагами China Merchants Securities и несколькими компаниями по управлению инвестиционными фондами с общим размером активов под управлением более 1 трлн юаней.
Инвестиционное подразделение включает компании China Merchants Investment Development, которая осуществляет инвестиции в зарубежные активы, и China Merchants Venture Capital Management, которая занимается венчурным финансированием в сфере информационных и экологических технологий.
China Merchants Group контролирует ряд листинговых компаний, в том числе China Merchants Shekou Industrial Zone Holdings, Sinotrans Limited, China Merchants Port Group, Liaoning Port, China Merchants Energy Shipping, China Merchants Expressway Network & Technology Holdings и China Merchants Property Operation & Service.

### China Merchants Port
Компания China Merchants Port основана в Гонконге в 1992 году и является крупнейшим активом China Merchants Group, до 2016 года называлась China Merchants Holdings (International). Контролирует портовые терминалы в 53 портах 20 стран мира, включая Гонконг (компания Modern Terminals в округе Кхуайчхин — совместное предприятие с Wharf Holdings) и Шэньчжэнь (Chiwan Container Terminals, Shekou Container Terminals и China Merchants Port), а также судостроительную верфь Chiwan Wharf Holdings в Шэньчжэне. По состоянию на март 2011 года в China Merchants Holdings (International) работало 4 тыс. человек, рыночная стоимость корпорации составляла 10,4 млрд. долларов, а продажи — 0,5 млрд. долларов. В 2017 году грузооборот превысил 100 млн TEU, что является крупнейшим показателем в КНР и одним из крупнейших в мире.

### China Merchants Bank
Основан в 1987 году, штаб-квартира расположена в Шэньчжэне. В 2008-2009 годах China Merchants Bank выкупил средний гонконгский банк Wing Lung Bank, основанный в 1933 году. 

### China Merchants Property
Штаб-квартира компании расположена в Шэньчжэне, она управляет жилыми комплексами в Шэньчжэне, Чжухае, Чжанчжоу, Фошане, Гуанчжоу, Шанхае, Сучжоу, Нанкине, Пекине, Тяньцзине и Чунцине, а также промышленными парками China Merchants Shekou Industrial Zone в Шэньчжэне и China Merchants Zhangzhou Development Zone в Чжанчжоу.

### China Merchants Energy Shipping
Штаб-квартира компании расположена в Шанхае, она занимается судоходством (преимущественно перевозкой нефти и угля), продажей судового оборудования и подготовкой моряков. Контролирует дочернюю судоходную компанию Hong Kong Ming Wah Shipping.

### China International Marine Containers
Компания China International Marine Containers основана в 1980 году в Шэньчжэне, совместное предприятие China Merchants Port и COSCO. Занимается производством контейнеров, прицепов, портового и авиационного оборудования, строительной и погрузочной техники. Крупнейший в мире производитель морских контейнеров.

### Asia Airfreight Terminal
Крупный грузовой терминал в Международном аэропорту Гонконга, совместное предприятие China Merchants Holdings (International) с Singapore Airport Terminal Services, Federal Express и другими компаниями.

### Sinotrans & CSC Holdings
Крупнейшая компания КНР  в сфере логистики, также занимается морскими перевозками. Образовалась в 2009 году в результате слияния двух государственных компаний — China National Foreign Trade Transportation (Group) Corporation (Sinotrans) и China Changjiang National Shipping (Group) Corporation (CSC). В 2017 году была переведена в подчинение China Merchants Group.

### China Merchants Heavy Industry
Компания China Merchants Heavy Industry (Шэньчжэнь) производит различное энергетическое оборудование, в том числе волновые энергетические конвертеры (преобразователи энергии морских волн), а также автовозы.

### Другие активы
Кроме того, China Merchants Group контролирует компании China Merchants Finance Holdings, China Merchants Securities, China Merchants Industry Holdings, China Merchants Technology, China Merchants Logistics, Hua Jiang Transportation Economic Development Center, China Communications Import & Export Corporation, Hoi Tung Marine Machinery Suppliers, инфраструктурные проекты (шоссе Hua Bei Expressway в Шэньчжэне и Guiliu Expressway в Гуанси), а также Институт транспортных исследований и дизайна в Чунцине.